# غازي محمد الغيمراوي
الإمام غازي محمد الغيمراوي قائد وإمام قوقازي ولد في قرية غيمري الداغستانية سنة 1795 وقتل عام 1832 واجه الروس خلال الحرب القوقازية.

## حياته
كان صديقا منذ الصغر للامام شامل حيث درس كلاهما القران والسنة وانتسبوا للمذاهب الصوفية. كان مرشده الملا محمد يراغي، وبشر ان الجهاد لن يحدث حتى يتبع القوقازيون الشريعة الإسلامية بدلا من اتباع مزيج من الشريعة الإسلامية والعادات (التقاليد العرفية). من 1829، بدأ الملا التبشير والزعم بأن الصلاة وإعطاء الزكاة والحج لن تكون مقبولة من الله مادام الروس ما زالوا موجودين في المنطقة. حتى انه ذهب إلى الادعاء بأن الزواج يصبح باطلا والأطفال يعتبرون غير شرعيين طالما أن الروس لا يزالون في منطقة القوقاز، ويعتبر واحدا من أبرز الدعاة المسلمين في القوقاز، حيث أنه حفظ أكثر من أربعمائة حديث الشيء الذي سهل له الفوز في مناقشات عديدة ضد الدعاة المنافسين في المنطقة. مع ازدياد سمعته، تمت دعوته من قبل العديد من الخانات أو الممالك، المؤيدة والمعادية للقيصر. كدليل على التواضع والزهد، رفض ركوب الخيل، وكان يفضل السير على الأقدام.

## خلال الحرب القوقازية

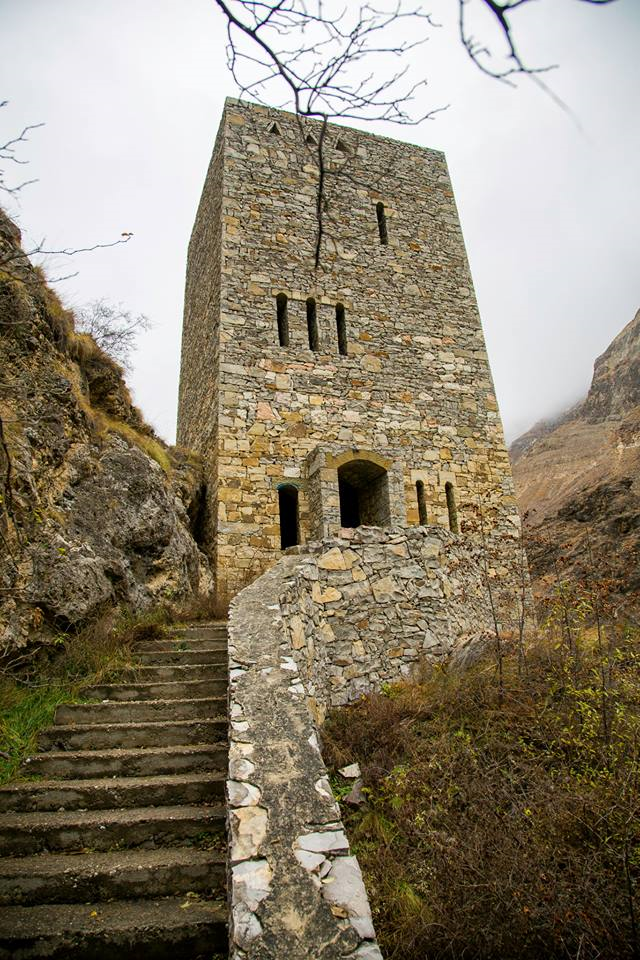
ابرج الحراسة في غيمري حيث استشهد الإمام الأول غازي محمد الغيمراوي

أمر كل من الملا محمد غازي والإمام شامل أن يتم إتلاف النبيذ وأن يكون الأمر علنا، وفي عام 1830 دعا غازي لبدء الجهاد، حيث قام كل من شامل والإمام غازي بمحاولة انتزاع عاصمة الافار من يد الخانات ولكن واجههم الفشل، وفي 1831 ، بعد بضعة أشهر من الهدوء، هاجم غازي داغستان ولاقى النجاح في ذلك حيث تميز بمهارات وخطط عالية وفي عام 1832 كان قادرا علي تهديد فلاديكافكاز ، ولكن الروس استطاعوا صد الهجوم وقتل الإمام غازي. تقول الأسطورة :
وجد الملا غازي بين القتلى جالسا، مطوية ساقيه على سجاد صلاته، يدا واحدة على لحيته، وأخرى تشير نحو السماء.